# 魏光國
魏光國（1575年—？），字士為，號合虛，江西撫州府東鄉縣人，民籍。

## 生平
乙酉（官年）三月初六日生，行七，治《詩經》，由學生中式萬曆二十八年（1600年）庚子鄉試三十四名舉人，年三十六歲中式萬曆三十八年（1610年）庚戌科會試三十七名，第三甲第七十三名進士。吏部觀政，授行人司行人，与夏嘉遇、工部主事钟惺、中书舍人尹嘉宾皆有才名，为給事中亓詩教所抑，俾不与考选。四十六年（1618年）暫擬禮部主事，本年養病。

## 家族
曾祖魏正輝，贈太常寺博士；祖魏時雍，任太常寺博士；父魏廷用，任廣東龍川知縣；母樂氏。慈侍下。兄應瑞；應麟；靖國（廩生）；安國；廣國（監生）；充國（增生）。子可絳（庠生）；可舒；可收；可徵。